# 陳振先
陳 振先（ちん しんせん）は清末、中華民国の政治家・経済学者。北京政府の要人。字は鐸士。本籍は広東省広州府新会県。

## 事跡
清末は駐米公使館書記官をつとめる。1907年（光緒33年）、カリフォルニア大学を卒業した。帰国後は、廷試を受け、農科進士となる。1909年（宣統元年）、翰林院編修となる。後に奉天省農事試験場監督などを歴任し、また、考察憲政大臣の随員もつとめた。
中華民国成立後の1912年（民国元年）5月、北京政府の農林部次長となる。7月には陸徴祥内閣で宋教仁の後任として農林総長に昇進した。続く趙秉鈞内閣でも留任し、翌年3月、署理教育総長も兼任している。熊希齢内閣成立後の9月、陳振先は閣僚を辞任し、総統府顧問に転じた。1918年（民国7年）、安福国会の参議員となる。1927年（民国16年）には北京税務学校の校長兼経済教授となった。
北京政府崩壊後は実業活動に従事し、また、清華大学、北京大学の教授もつとめた。1935年（民国24年）、国民政府の軍事委員会委員長四川行営第2庁庁長に起用された。翌年、実業部農本局総経理に異動する。さらに湖北省武昌市金水農場場長も兼任した。
しかし1938年（民国27年）2月23日、陳振先は金水農場の農民暴動に巻き込まれ、襲撃を受けて殺害された。享年63（満62歳）。